# 四尾連湖
四尾連湖（しびれこ）は、山梨県西八代郡市川三郷町にある自然湖である。
甲府盆地の南方、東西に連なる御坂山地の最西部、蛾ケ岳（ひるがたけ）山頂付近にある山上湖で、別名、志比礼湖（しびれのうみ）、神秘麗湖とも書かれる。

## 概要
四尾連湖県立自然公園内にあり、湖面標高880ｍ、周囲1.2km、最大水深13ｍの円形の湖である。成因は、大規模な崩壊地形のくぼ地に水がたまった陥没湖とされている。かつては、地形的特徴からカルデラ湖と類推されていた。
江戸時代には富士講における富士八海のひとつとして、山中湖、河口湖、西湖、精進湖、本栖湖（以上の五湖は近代に「富士五湖」と呼称される）および、泉水湖、明見湖（いずれも富士吉田市）とともに数えられていた。
四尾連の湖名は地元に伝わる湖の神が「尾崎龍王」という龍神であり、4つの尾を連ねた竜が住んでいるという言い伝えであることが由来であり、湖にほど近い小字名も四尾連である。雨乞い信仰の湖としても知られ、牛馬骨を投げ込んだ祈雨祈願が行われていたという。流入する河川も、流出する河川もない内陸湖で、湖畔にはキャンプ場が設けられている。なお、湖畔はキャンプ場を管理している「水明荘」または「龍雲荘」の私有地であり、指定された有料駐車場以外の駐車は禁止である。
湖畔までの車道はあるが駅からの路線バスなどの公共交通機関が非常に少ないため、訪れる人は少なくあまり俗化されていない状況であったが、2018年に放送されたテレビアニメ『ゆるキャン△』第1期の第6話・第7話にて四尾連湖がキャンプ場として登場すると聖地巡礼地となり、「水明荘」によると「冬場はゼロの日もあったが、（放送後は）多くの人に来ていただいている」ということである。なお、作中に「水明荘」をモチーフとしたキャンプ施設が登場している。

## アクセス

### 電車・バス
- JR身延線市川大門駅および市川本町駅より車で約30分。
- 市川本町駅より市川三郷町コミュニティバス山保線にて四尾連公民館前下車、徒歩20分
  - コミュニティバスは1日2往復、月曜日・水曜日・金曜日のみ運行。集落の住民の便を主眼としたダイヤのため（駅の始発便が復路の最終便となる）、当バスのみで往復することは困難であり、日帰りの場合は往復何れかはタクシーなどを利用することとなる。

### 自動車
中部横断自動車道増穂インターチェンジより40分。

## 周辺
- 平塩寺
- 神明の花火大会

## ギャラリー

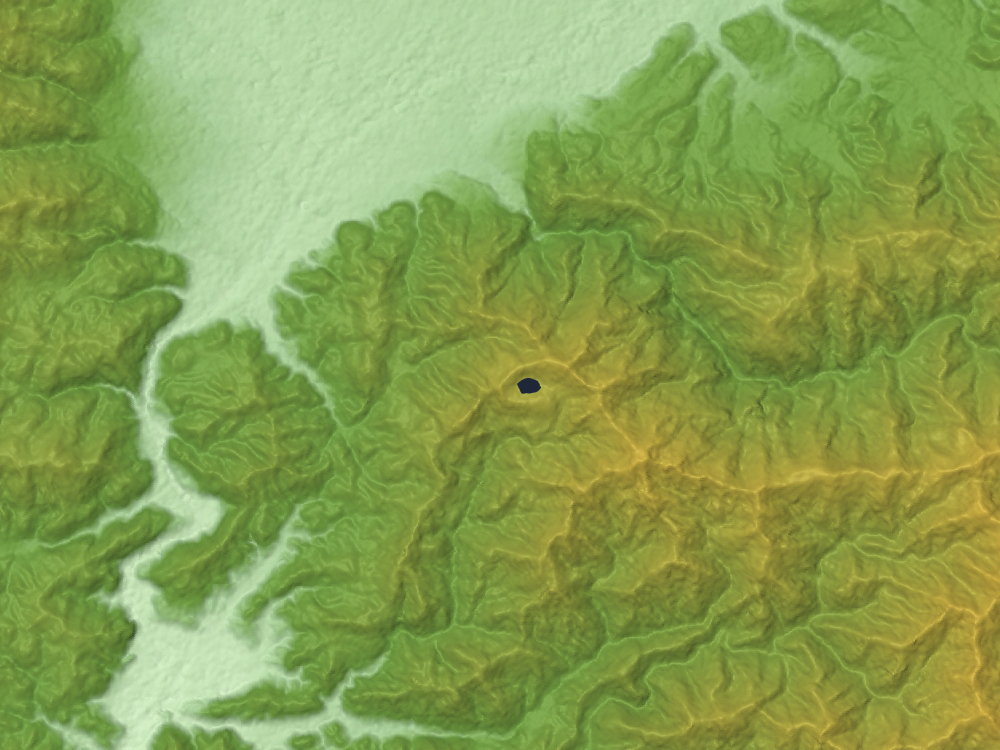
湖周辺の地形図
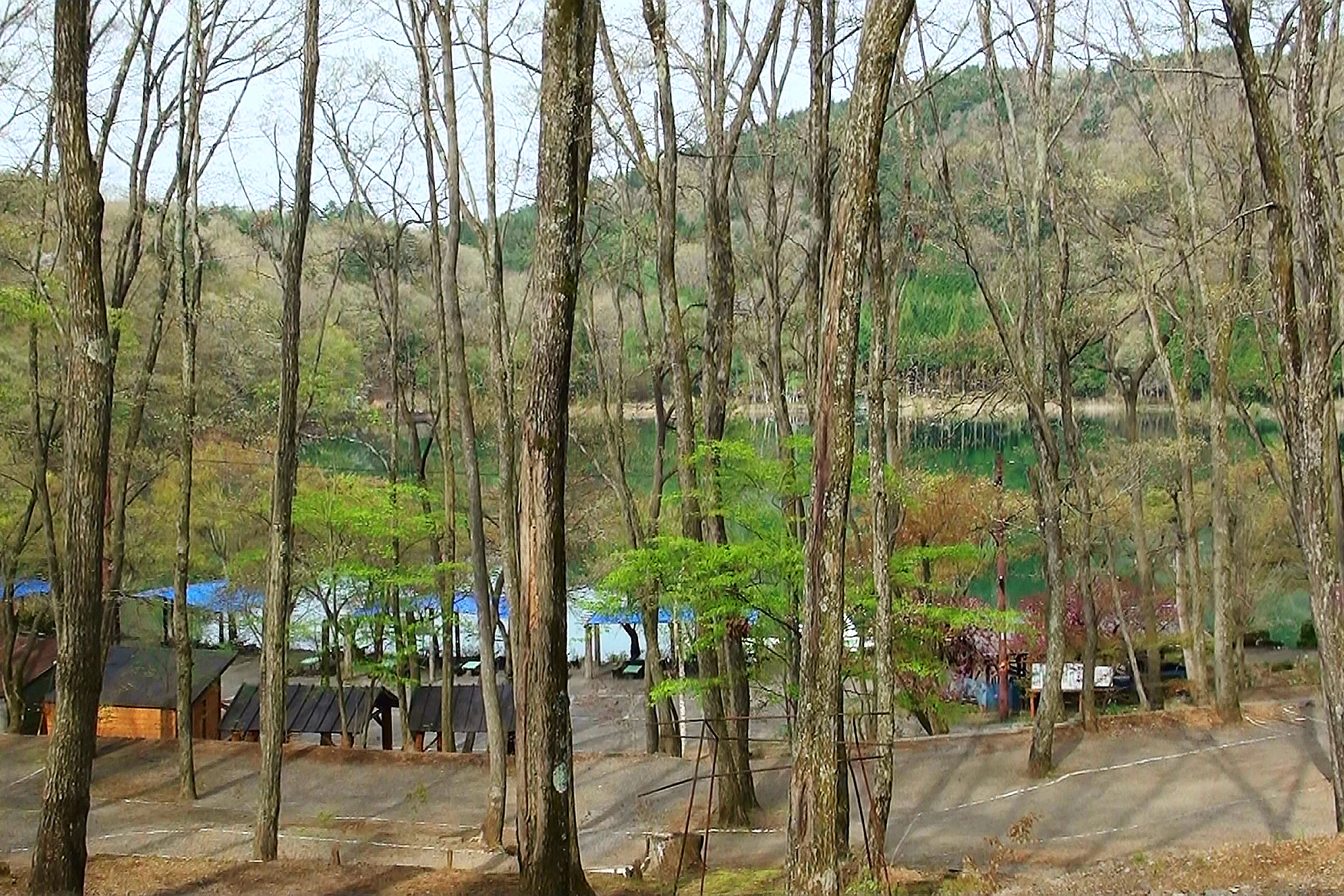
湖畔のキャンプ場